# Fazlul Qadir Chaudhry
Fazlul Quader Chaudhury (1919—1973) foi um político bengali que serviu como o 5º presidente da Assembleia Nacional do Paquistão Oriental. Ele pertenceu à Convenção da Liga Muçulmana durante a presidência de Muhammad Ayub Khan. Ele também foi presidente interino do Paquistão, de tempos em tempos, quando Khan deixava o país. Seu irmão mais velho, Fazlul Kabir Chaudhury, foi líder da oposição na Assembléia do Leste do Paquistão. Chaudhury foi precedido por Maulvi Tamizuddin Khan da Liga Popular de Bangladesh (Liga Awami).

## Biografia
Chaudhury nasceu em 26 de março de 1919 na aldeia de Gahira, no distrito de Chatigão. Graduou-se no Colégio da Presidência de Calcutá e obteve o diploma en direito da Universidade de Calcutá. Em 1941 ele foi eleito secretário geral da Federação de estudantes muçulmanos da Índia. Ele se juntou à Liga Muçulmana e foi eleito o secretário da unidade distrital Chatigão em 1943.

## Carreira
Em 1947, Chaudhury apoiou o Pacto de Bengala Unida liderado por Sarat Bose e Huseyn Shaheed Suhrawardy, mas quando Suhrawardy concordou em formar o Paquistão, ele não apresentou o assunto a Muhammad Ali Jinnah.
Chaudhury foi eleito membro da Assembléia Nacional do Paquistão em 1962. No gabinete de Ayub Khan, atuou no Ministério da Agricultura e Obras, no Ministério da Educação e Informação e no Ministério do Trabalho e Previdência Social. Ele desempenhou um papel importante na secessão do Convenção da Liga Muçulmana (1962) e foi eleito membro do comitê central do partido.
Ele facilitou a fundação da Universidade de Chatigão, Universidade de Chatigão de Engenharia e Tecnologia, Colégio de Chatigão de Medicina, Instituto de Chatigão De Pesca Marítima e Politécnico.

## Morte e legado
Em 1973, após a independência de Bangladesh (ex Paquistão Oriental), ele foi preso em Bangladesh por crimes de guerra como colaborador do exército paquistanês em 1971. Ele morreu na prisão central de Daca em 17 de julho de 1973.
O filho mais velho de Chaudhury, Salahuddin Quader Chowdhury, foi um político. Ele foi eleito membro do Parlamento de Bangladesh seis vezes. Em outubro de 2015, o Supremo Tribunal de Bangladesh confirmou a sentença de morte concedida pelo Tribunal Internacional pelo suposto crime cometido por Salahuddin durante a guerra de libertação de Bangladesh em 1971. A sentença de morte foi executada nas primeiras horas de 22 de novembro de 2015 dentro da Cadeia Central de Daca.